# سفينيتشونيس
سفينيتشونيس (بالإنجليزية: Švenčionys) هي مدينة تقع في ليتوانيا في مقاطعة بلدية سفينيتشونيس.[بحاجة لمصدر] يقدر عدد سكانها بـ 4,963 نسمة .

## المدن التوأمة
مدن شويدنكتسا و Wejherowo هي مدن توأمة لـسفينيتشونيس.

## أعلام
- مارك ناتانسن
- مردخاي كابلان